# Phytomyptera ruficornis
Phytomyptera ruficornis là một loài ruồi trong họ Tachinidae.